# Scotorepens sanborni
Scotorepens sanborni es una especie de murciélago de la familia Vespertilionidae.

## Distribución geográfica
Se encuentra en Australia Nueva Guinea y Timor Oriental.